# أليخاندرو سانشيز دومينغيز
أليخاندرو سانشيز دومينغيز هو سياسي مكسيكي، ولد في 11 مارس 1975 في ولاية مكسيكو في المكسيك. نشط حزبياً في حزب العمل الوطني. وقد انتخب عضو مجلس النواب المكسيك ‏.